# ایودرو
ایودرو (به لاتین: Iodro) یک منطقهٔ مسکونی در روسیه است که در جمهوری آلتای واقع شده‌است.